# جورج ماك
جورج ماك (بالإنجليزية: George Mack)‏ هو سائق سيارة سباق ومهندس أمريكي، ولد في 21 يوليو 1968 في هوليوود في الولايات المتحدة.